# Stepan Bandera
Stepan Andrijowycz Bandera, ukr. Степан Андрійович Бандера (ur. 1 stycznia 1909 w Uhrynowie Starym, zm. 15 października 1959 w Monachium) – ukraiński polityk, jeden z przywódców Organizacji Ukraińskich Nacjonalistów, terrorysta, od 1940 r. przywódca jednej z dwóch istniejących frakcji Organizacji Ukraińskich Nacjonalistów – OUN-B, od 4 kwietnia 1941 przewodniczący Prowodu OUN-B jako odrębnej organizacji. W styczniu 2010 roku pośmiertnie uhonorowany tytułem Bohatera Ukrainy (decyzja uchylona z przyczyn formalno-prawnych przez sąd administracyjny trzy miesiące później).
Współtworzona i kierowana przez Banderę frakcja OUN-B, której członkowie od nazwiska przywódcy byli nazywani banderowcami, ponosi odpowiedzialność za zorganizowane w latach 1943–1945 ludobójstwo polskiej ludności cywilnej na Wołyniu oraz w województwach lwowskim, tarnopolskim i stanisławowskim, którego ofiarą padło około 100 000 osób.

## Życiorys

### Rodzina

Rodzinny dom Banderów w Uhrynowie Starym

Urodził się w rodzinie proboszcza greckokatolickiego Andrija Bandery i Myrosławy z domu Głodzińskiej (córki kapłana greckokatolickiego). Rodzina ze strony ojca zajmowała się rolnictwem i nie prowadziła działalności politycznej (z wyjątkiem ojca, który był posłem do parlamentu ZURL). Rodzina ze strony matki natomiast zajmowała się działalnością polityczną i społeczną – jeden z wujków, Pawło Głodzinski, był jednym z założycieli Masłosojuzu i Silśkoho Hospodara, inny wujek, Jarosław Wesołowski, był posłem do parlamentu wiedeńskiego.
Stepan był drugim dzieckiem w rodzinie – starsza od niego była Marta, a młodsi: Ołeksandr, Wołodymyra, Wasyl, Oksana, Bohdan i Myrosława (zmarła w wieku niemowlęcym).
22 maja 1941 NKWD w związku z działalnością syna aresztowało ojca Stepana Bandery – ks. Andrija Banderę, który po śledztwie został zamordowany przez NKWD w Kijowie 10 lipca 1941. Tego samego dnia NKWD aresztowało również siostry Stepana: Marię-Martę i Oksanę. Obie zostały deportowane do Kraju Krasnojarskiego jako rodzina wroga ludu. Zostały zwolnione z zesłania w 1960, bez prawa powrotu na Ukrainę. Marta zmarła na Syberii w roku 1982, Oksanie w roku 1989 zezwolono na powrót na Ukrainę, gdzie zmarła w 2008 r. Trzecia siostra Stepana, Wołodymyra, była aresztowana przez NKWD w 1946 r. i skazana na 10 lat łagru. Po zakończeniu wyroku powróciła na Ukrainę w 1956 r.
Bracia Wasyl i Ołeksandr, aresztowani przez Gestapo latem 1941, zginęli w 1942 r. w obozie koncentracyjnym w Auschwitz.
Andrij Bandera, jedyny syn Stepana Bandery, przybył do Kanady w 1961 r. Tam po ukończeniu szkoły średniej studiował nauki polityczne na University of Manitoba w Winnipeg. Jego syn, a wnuk Stepana Bandery, również Stepan (ur. 1970 w Winnegam w Kanadzie), w styczniu 2010 przyjął z rąk prezydenta Ukrainy Wiktora Juszczenki najwyższe ukraińskie odznaczenie państwowe, Order Państwa, nadany dziadkowi wraz z tytułem Bohatera Ukrainy.

### Dzieciństwo i młodość

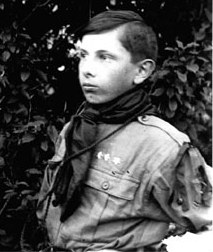
Bandera w mundurze Płastu (1923)

Do szkoły podstawowej Stepan nie uczęszczał z powodu wybuchu I wojny światowej i powołania nauczycieli do wojska, uczył się wraz z rodzeństwem w domu. W 1919 r. rozpoczął naukę w gimnazjum w Stryju, gdzie mieszkali jego dziadkowie. W 1922 r., w trzeciej klasie gimnazjum, przyjęto go do Płastu. Wiosną 1922 zmarła na gruźlicę matka Stepana. Gimnazjum ukończył w 1927 r. Po ukończeniu gimnazjum Stepan planował studia w Ukraińskiej Akademii Gospodarczej w Poděbradach (Czechosłowacja), jednak władze polskie nie wydały mu paszportu i przez rok przebywał w rodzinnym Uhrynowie, zajmując się działalnością społeczną – prowadził świetlicę Proswity, teatr amatorski, śpiewał w chórze, był założycielem koła Łuhu i współzałożycielem spółdzielni.
We wrześniu 1928 zapisał się na Wydział Rolniczo-Lasowy Politechniki Lwowskiej. Pierwsze 2 lata studiował we Lwowie, następne dwa – w Dublanach, gdzie mieściła się siedziba Wydziału Rolniczo-Lasowego. Po ośmiu semestrach uzyskał absolutorium, jednak w związku z ożywioną działalnością podziemną (aresztowania, procesy) nie obronił dyplomu. Według wspomnień Hryhora Melnyka, kolegi Bandery ze studiów, miał być wówczas przyjacielski wobec ludzi myślących jak on, całkiem inny miał jednak stosunek do osób nieideowych. Na ich temat miał wypowiadać się pogardliwie: Ciemny naród. Ni czytaty, ni pisaty a kolegom ze studiów, którzy nie interesowali się polityką, odmawiać podania ręki.

### Początki działalności politycznej
W 1927 r. Bandera wstąpił do Ukraińskiej Organizacji Wojskowej (UWO), która od 1920 działała nielegalnie w Polsce. Początkowo działał w wywiadzie, następnie w wydziale propagandy, pełniąc funkcję referenta. Należał również do Związku Ukraińskiej Młodzieży Nacjonalistycznej. Od 1929 był członkiem Organizacji Ukraińskich Nacjonalistów, uczestniczył w I konferencji OUN obwodu stryjskiego. Na początku istnienia organizacji ścierały się w niej różne opinie co do celów organizacji i metod ich realizacji. Stepan wyróżniał się w organizacji aktywnością społeczną – działał w Silśkim Hospodarze, Łuhu, Sokole, Ukraińskim Studenckim Klubie Sportowym, organizacjach studenckich. Pierwszy raz został aresztowany wraz z ojcem w dniu 14 listopada 1928 w Kałuszu za rozpowszechnianie odezw UWO w formie ulotek.
W 1930 r., po reorganizacji Krajowego Prowodu OUN i serii aresztowań działaczy, wzmocniona zostaje rola Egzekutywy Krajowej OUN, a w niej Bandera otrzymał funkcję szefa kolportażu. W tym samym roku członek Egzekutywy i kolega Bandery z „Płastu”, Stepan Ochrymowycz, mianował Banderę referentem propagandy w Egzekutywie. Oprócz działalności propagandowej Bandera zajmował się organizacją akcji antymonopolowej (mającej uszczuplić dochody państwa polskiego z akcyzy), jak również nadzorował akcję oświatową wymierzoną przeciw szkołom utrakwistycznym.
Od 1931 r. zajmował się utrzymywaniem łączności z zagranicznym Prowodem OUN i UWO, kontaktował się z głównymi postaciami ukraińskiego ruchu niepodległościowego. 10 marca 1932 został zatrzymany w Cieszynie w drodze powrotnej z Czechosłowacji i ukarany mandatem za nielegalne przekroczenie granicy. Pod koniec marca 1932 został zatrzymany we Lwowie w związku z zabójstwem podkomisarza Policji Państwowej, Emiliana Czechowskiego; został zwolniony po trzech miesiącach. W czasie aresztowania, za kierownictwa w OUN Bohdana Kordiuka, dla Bandery zarezerwowane było stanowisko zastępcy przewodniczącego krajowego OUN. W lipcu 1932 Bandera wziął udział w konferencji OUN w Pradze.
W 1933 r. Stepan Bandera objął kierownictwo Egzekutywy Krajowej. Dzięki poparciu młodych działaczy został zatwierdzony na tym stanowisku przez Prowid OUN na konferencji w Pradze w dniach 3–6 czerwca 1933 (na tej konferencji zdecydowano również ostatecznie o połączeniu UWO i OUN). Przewodniczącym Egzekutywy był przez rok – od czerwca 1933 do aresztowania w czerwcu 1934.
Za jego sprawą na początku lat 30. OUN wzmogło działalność terrorystyczną, a zwłaszcza terror indywidualny. Był inicjatorem 11 zamachów terrorystycznych; w części z nich uczestniczył osobiście. Charakterystyczne dla doboru celów zamachów organizowanych przez Banderę było, że ich ofiarami padali w dużej mierze Ukraińcy i Polacy szukający porozumienia polsko-ukraińskiego, m.in. Tadeusz Hołówko, Iwan Babij.

### Proces

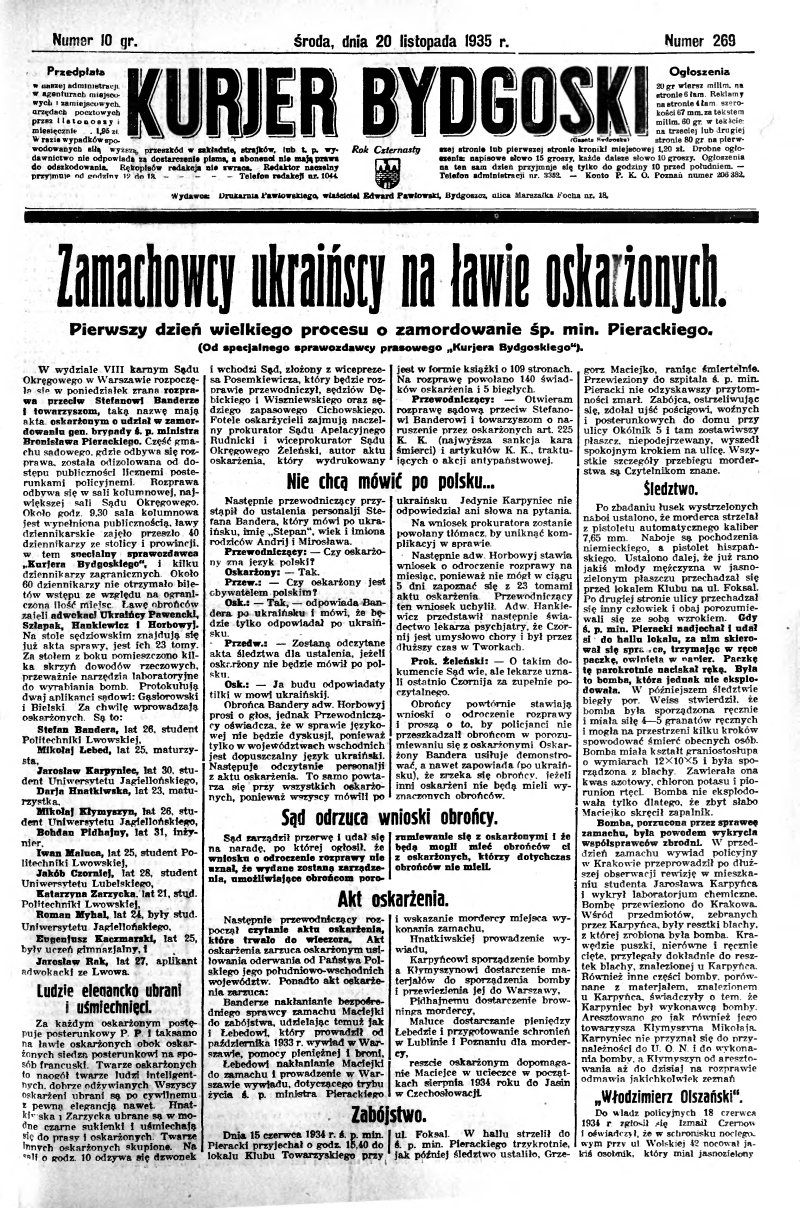
Relacja prasowa z rozpoczęcia procesu w sprawie zabójstwa Bronisława Pierackiego 20 listopada 1935

Grzegorz Rossoliński-Liebe tak opisuje dwa procesy Stepana Bandery:

Stepan Bandera na pierwszym procesie w Warszawie, który odbywał się od 18 listopada 1935 do 13 stycznia 1936 roku, zwrócił na siebie uwagę mediów i społeczeństwa między innymi tym, że był krajowym prowidnykiem OUN, a więc najważniejszym zatrzymanym wśród oskarżonych, i odpowiadał na zadane mu przez sędziego Prosemikewicza pytania nie po polsku, czyli w języku urzędowym, ale po ukraińsku, czego zabraniało prawo. Został on za to usunięty z sali sądowej. Stawiał przy tym opór policjantom i wykrzykiwał demonstracyjnie po ukraińsku hasła propagandowe oraz obelgi pod adresem sądu i państwa polskiego, co podważało reputację sądu. W ten sposób Bandera próbował zwrócić uwagę międzynarodowych mediów na problem ukraiński w państwie polskim, a sam stawał się „bohaterem” i „męczennikiem” w oczach zarówno swoich radykalnych i fanatycznych rówieśników z OUN, jak i osób niezwiązanych z tą organizacją.
Jeszcze dalej posunął się Bandera na drugim procesie sądowym, który odbywał się we Lwowie od 25 maja do 27 czerwca 1936 roku. Na tej rozprawie oskarżeni mogli mówić po ukraińsku, co motywowało go do wygłaszania propagandowych monologów i kreowania się na nieustraszonego przywódcę OUN, który z zimną krwią wydaje wyroki śmierci na polskich polityków albo Ukraińców, którzy w jego oczach „zdradzają naród ukraiński”. Te nacjonalistyczno-propagandowe przemówienia i zachowanie Bandery, jak i w mniejszym stopniu innych oskarżonych, mieszały się z faszystowskimi rytuałami OUN, która starała się praktykować ideologię faszyzmu, aby sprawiać wrażenie silnej i liczącej się w Europie organizacji. Takim zachowaniem było między innymi demonstratywne traktowanie Bandery przez oskarżonych członków OUN jak wodza, witanie się na sali sądowej pozdrowieniem „Sława Ukrajini!”, albo próby legitymizowania popełnionych mordów własnym kodeksem wartości, według którego tylko OUN wie, co jest dobre i co jest złe dla narodu ukraińskiego i ma prawo zabijać wszystkich ludzi, którzy zagrażają realizacji jej planu, jakim jest zbudowanie państwa ukraińskiego, wprowadzeniu w nim faszystowskiej dyktatury i podporządkowaniu sobie całego społeczeństwa.

Za zorganizowanie zamachu na ministra spraw wewnętrznych Bronisława Pierackiego Stepan Bandera wyrokiem sądu okręgowego w Warszawie z 13 stycznia 1936 został skazany na karę śmierci, którą na mocy amnestii zamieniono na karę dożywotniego pozbawienia wolności oraz na utratę praw publicznych i obywatelskich praw honorowych na zawsze. Sąd wydał wyrok za działalność terrorystyczną Bandery (gdyż dał się poznać jako „zdecydowany zwolennik terroru przeciwko przedstawicielom polskiej władzy oraz Ukraińcom uznawanym za «kolaborantów»”). Jego, jak i innych oskarżonych, bronili adwokaci: Łew Hankewycz i Ołeksandr Pawenćkyj ze Lwowa, Wołodymyr Horbowyj z Doliny oraz Jarosław Szłapak ze Stanisławowa. Karę odbywał w więzieniach na Świętym Krzyżu i we Wronkach. W konsekwencji postawy na procesie i wyroku, dwudziestopięcioletni w chwili aresztowania Bandera stał się idolem części pokolenia młodych Ukraińców, swych rówieśników.
25 maja 1936 przed sądem we Lwowie rozpoczął się proces 23 ukraińskich działaczy OUN, w tym Bandery, oskarżonych o zdradę stanu i szereg zamachów (przewodniczącym składu sędziowskiego był Paweł Dysiewicz, a prokuratorem oskarżającym Juliusz Prachtel-Morawiański). Po skazaniu Bandery podziemie ukraińskie zaplanowało akcję odbicia go z więzienia we Wronkach. Inicjatorami akcji byli Zenon Kossak, Iwan Rawłyk i Roman Szuchewycz, jednak ówczesny przewodniczący Krajowej Egzekutywy OUN, Łew Rebet, nie wyraził na to zgody, obawiając się prowokacji polskiej policji, w wyniku której mógł zginąć sam Bandera. Władze więzienne po uzyskaniu informacji o planowanym odbiciu Bandery przeniosły go do więzienia w Brześciu. Tam też, jak i do więzienia w Siedlcach, władze polskie przewiozły przed wybuchem wojny wszystkich więzionych działaczy OUN, odsiadujących wyroki w więzieniach Polski zachodniej. 20 grudnia 1938 Sąd Okręgowy w Poznaniu skazał osoby oskarżone o usiłowanie uprowadzenia S. Bandery z więzienia we Wronkach.
Po zamordowaniu Jewhena Konowalca w maju 1938 r. przez agenta NKWD Pawła Sudopłatowa, następcą Konowalca został Andrij Melnyk jako p.o. szefa zarządu zagranicznego OUN (głównego prowidnyka), a od sierpnia 1939 główny prowidnyk OUN, opowiadający się za ścisłą współpracą z Niemcami.

### Lata 1939–1941
Przed napaścią III Rzeszy na Polskę, około Wielkanocy 1939 roku, Banderę przeniesiono do więzienia w Brześciu, z którego został wypuszczony 10 lub 13 września 1939 roku w obliczu pogarszającej się sytuacji na froncie i bombardowań więzień przez Niemców. Bandera udał się pieszo bocznymi drogami w kierunku Lwowa. W powiecie kowelskim nawiązał kontakt z terenową siatką OUN, a w Sokalu – z zarządem terenowym OUN. Z Sokala w towarzystwie Dmytra Majiwśkiego udał się do Lwowa (okupowanego już przez Sowietów), gdzie przybyli 27 września. Spotkał się tam w konspiracji ze znanymi ukraińskimi działaczami politycznymi i społecznymi. We Lwowie przebywał około dwóch tygodni, nadzorując rozbudowę konspiracyjnej siatki OUN w Galicji. W drugiej połowie października Stepan Bandera wraz z bratem Wasylem (który wrócił właśnie uwolniony z obozu w Berezie Kartuskiej) i czterema działaczami OUN przekroczyli nielegalnie linię granicy okupacji sowiecko-niemieckiej na terenie II RP i udali się do Krakowa.
W tym czasie w OUN narastał wewnętrzny konflikt pomiędzy grupą młodych aktywistów, którzy doświadczenie zdobywali w pracy konspiracyjnej w kraju, a starszymi działaczami przebywającymi na emigracji, z Andrijem Melnykiem na czele. Konflikt ten stał się podstawą rozłamu w OUN na frakcję OUN(B) (Stepan Bandera, Łew Rebet, Jarosław Stećko – banderowcy) i OUN (M) (melnykowcy). Andrij Melnyk traktował współpracę z Niemcami strategicznie (zgodnie z tradycją austro-węgierską), zaś Stepan Bandera i jego współpracownicy traktowali ją instrumentalnie – jako narzędzie do stworzenia niepodległego państwa ukraińskiego. Według Ryszarda Torzeckiego, powołującego się na związanego z OUN historyka Petra Mirczuka, we wrześniu 1939 r. Prowid (Zarząd) Krajowy OUN pod kierownictwem Łwa Rebeta odmówił kategorycznie wykonania polecenia zarządu zagranicznego OUN (pod kierownictwem A. Melnyka) wszczęcia powstania antypolskiego jako dywersji na rzecz Niemiec. Łew Rebet miał uważać, że wobec paktu Ribbentrop-Mołotow będzie to działanie wyłącznie w interesie ZSRR, które uważał za głównego wroga Ukrainy.
Stepan Bandera po krótkim pobycie w uzdrowisku na Słowacji udał się do Wiednia, gdzie nawiązał kontakt z miejscową ekspozyturą, a następnie Prowodem OUN. Po spotkaniu z Wołodymyrem Tymczijem, ówczesnym prowidnykiem krajowym OUN, udali się razem do Włoch na spotkanie z Andrijem Melnykiem, przywódcą OUN. Po nieudanych rozmowach z Melnykiem dokonał rozłamu w OUN.
10 lutego 1940 r. w Krakowie doszło do spotkania czołowych działaczy OUN. Na zebraniu podjęto decyzję o utworzeniu frakcji rewolucyjnej OUN (OUN-R), nazywanej również od nazwiska Bandery – OUN-B. W kwietniu 1941 r. w Krakowie OUN-B zorganizowała II Nadzwyczajny Wielki Zjazd OUN. Wybrano na nim przewodniczącego (Prowidnyka Centralnego Prowodu), którym został Stepan Bandera.
Po rozłamie powstała konieczność utworzenia w ugrupowaniu banderowców nowej struktury bezpieczeństwa. Dlatego w 1940 r. Bandera wraz ze Stepanem Łenkawskim na tajnym spotkaniu podjęli decyzję o utworzeniu Służby Bezpeky. Zajmowała się ona rozpracowywaniem i zwalczaniem frakcji melnykowskiej OUN, wykrywaniem agentury sowieckiej, zbieraniem informacji o ewentualnych represjach niemieckich wymierzonych w OUN-B i przeciwdziałaniem im, rozpracowywaniem podziemia polskiego i kontrolą wewnętrzną OUN-B. Od 1943 r. OUN-B brała również aktywny udział w masowych zabójstwach ludności polskiej.
Podczas pobytu w Krakowie Bandera poznał swoją późniejszą żonę, Jarosławę Opariwśką. W połowie 1940 r. w Cerkwi Podwyższenia Krzyża Świętego w Krakowie pobrali się i przenieśli się następnie do Warszawy, gdzie zamieszkali w mieszkaniu wynajętym przez Mykołę Łebedia pod fałszywym nazwiskiem Hucuł. Na początku 1941 r. Stepan Bandera powrócił do Krakowa, a żona do rodzinnego Sanoka, gdzie 26 maja 1941 urodziła się ich córka Natalia.
W marcu 1941 Stepan Bandera ze swoim współpracownikiem, szefem OUN-B w Generalnym Gubernatorstwie, Romanem Szuchewyczem, utworzyli w porozumieniu z Abwehrą batalion „Nachtigall” złożony z Ukraińców pod komendą niemiecką (ze strony ukraińskiej zastępcą dowódcy był Roman Szuchewycz). Sformowano także drugi batalion ukraiński, „Roland”, złożony z członków OUN-M oraz byłych żołnierzy armii Ukraińskiej Republiki Ludowej. Razem tworzyły one tzw. Drużyny Ukraińskich Nacjonalistów w ramach Wehrmachtu.
Po ataku Niemiec na ZSRR i opuszczeniu Lwowa przez Armię Czerwoną do miasta jako pierwsi wkroczyli 30 czerwca 1941 rano żołnierze batalionu „Nachtigall”. Tego samego dnia w budynku Proswity we Lwowie OUN-B, ku zaskoczeniu Niemców, ogłosiło deklarację niepodległości Ukrainy (Akt odnowienia Państwa Ukraińskiego) z tymczasową stolicą we Lwowie i powołało rząd ukraiński z premierem Jarosławem Stećką. Na wielu miejskich słupach ogłoszeniowych ponaklejano podpisane przez „Ukraiński Komitet Narodowy” duże plakaty, na których w języku niemieckim i ukraińskim witano zwycięski niemiecki Wehrmacht i wyrażano oczekiwanie, że już wkrótce zostanie utworzone wolne i samodzielne państwo ukraińskie. Slogan, który był przy tym na ustach wszystkich, brzmiał: „Niech żyją Adolf Hitler i Stepan Bandera – śmierć Żydom i komunistom”. W ten dzień rozpoczął się pogrom Żydów we Lwowie, w którym zginęło ok. 4 tys. osób. Podczas pogromu milicja ukraińska utworzona przez OUN-B ściśle współpracowała z formacjami niemieckimi, a koordynacja działań nastąpiła najpóźniej wieczorem 30 czerwca 1941 roku.
Państwo proklamowane przez OUN-B przetrwało zaledwie 12 dni. Cały skład rządu został aresztowany przez Niemców 11 lipca, a sam Bandera, któremu Niemcy zakazali po ataku na ZSRR wyjazdu z Krakowa do Lwowa, został 5 lipca zatrzymany w Krakowie i odesłany do Berlina, gdzie następnego dnia został osadzony w areszcie domowym. Po 11 lipca dołączyli do niego Jarosław Stećko, Roman Ilnyćkyj i Wołodymyr Stachiw. Wszyscy przebywając w warunkach aresztu domowego składali z wolnej stopy zeznania w Głównym Urzędzie Bezpieczeństwa Rzeszy. Banderze pozostawiono prawo do posiadania broni dla samoobrony, mógł poruszać się po Berlinie, nie miał prawa opuścić miasta do 15 września 1941, gdy został aresztowany i osadzony w więzieniu Spandau.
16 lipca 1941 Hitler zadecydował o utworzeniu Dystryktu Galicja i przyłączeniu go do Generalnego Gubernatorstwa z dniem 1 sierpnia 1941. Przeciw tej decyzji zaprotestował w liście do ministra Ribbentropa z 22 lipca 1941 metropolita Andrzej Szeptycki. Protest również wystosowała Rada Seniorów. Tydzień później Hitler utworzył oddzielny Komisariat Rzeszy Ukraina, pieczętując tym samym podział administracyjny okupowanych terytoriów ZSRR.

### Kolaboracja z III Rzeszą
Stepan Bandera od 1940 był uznawany przez Abwehrę za agenta pod kryptonimem Konsul II. OUN (a następnie OUN-B, której był przywódcą) została użyta do przeprowadzania działań dywersyjnych po niemieckim ataku na Związek Sowiecki. Abwehra prowadziła finansowanie działalności OUN od wczesnych lat 20., a OUN wznieciła powstanie w czasie ataku Niemiec na Polskę w 1939 r. Szef berlińskiej Abwehry Erwin Stolze w zeznaniach na procesie norymberskim oskarżył Banderę o próbę przywłaszczenia w 1934 r. funduszy przekazanych na rozbudowę działalności podziemnej i próbę ich złożenia w szwajcarskim banku.

### Aresztowanie i pobyt w obozie koncentracyjnym 1941–1944
Adolf Hitler był zdecydowanie przeciwny koncepcji powstania państwa ukraińskiego, pragnąc wszystkich Słowian przekształcić w niewolniczą siłę roboczą imperialnej III Rzeszy. Podczas ostatecznych rozmów prowadzonych we wrześniu 1941 r. w Berlinie w gmachu byłej ambasady polskiej pomiędzy przedstawicielami Abwehry i OUN (B), zarówno Stepan Bandera, jak i Jarosław Stećko (on ogłosił Akt odnowienia Państwa Ukraińskiego 30 czerwca 1941 w pałacu Lubomirskich przy Rynku we Lwowie) kategorycznie odmówili odwołania deklaracji niepodległości Ukrainy. W konsekwencji zostali 15 września 1941 osadzeni w więzieniu w Spandau.
W późniejszym czasie Bandera i Stećko zostali przewiezieni do obozu koncentracyjnego w Sachsenhausen i osadzeni w odizolowanym od reszty obozu oddziale dla więźniów specjalnych tzw. Zellenbau, gdzie w osiemdziesięciu celach przebywali również m.in. pierwszy dowódca Armii Krajowej Stefan Rowecki, ostatni kanclerz Austrii Kurt Schuschnigg, premier Francji Édouard Daladier, czy przywódca Komunistycznej Partii Niemiec (KPD) Ernst Thälmann. Bandera został osadzony w celi 73. W Zellenbau więźniowie polityczni mieli dużo lepsze warunki bytowania niż pozostali więźniowie: byli zwolnieni z apeli, mogli otrzymywać paczki, mieli dostęp do gazet. Żona Bandery mieszkająca w Berlinie miała możliwość odwiedzania męża i przysyłania mu co dwa tygodnie paczek z żywnością i odzieżą. Według historyka ukraińskiego Wasyla Rasewycza, warunki w jakich przebywał w obozie Bandera były wyjątkowo dogodne: miał do dyspozycji dwupokojową celę – pokój gościnny i sypialnię – całość urządzona jak w normalnym mieszkaniu – z dywanami i obrazami, posiłki spożywał w jadalni SS, nie musiał nosić stroju obozowego i nie był zmuszany do pracy. W ciągu dnia cela, w której przebywał, nie była zamknięta i pozwalano mu na kontakt z żoną i ze światem zewnętrznym.
Podawane były różne daty osadzenia Bandery w Sachsenhausen. Według zeznań SS-Hauptscharführera Kurta Eccariusa, komendanta Zellenbau, Bandera trafił tam pierwszy raz pod koniec 1941 roku, lecz był kilkakrotnie przenoszony do Berlina celem prowadzenia z nim negocjacji. Jarosław Stećko twierdził, że Bandera znalazł się w Sachsenhausen w styczniu 1942. Sam Bandera podawał dwie daty: zima 1942/1943 lub rok 1943. Według Pera Rudlinga był to marzec 1943. Numer obozowy Bandery 72192 został mu nadany w październiku 1943.
Cały kierowniczy aktyw OUN-B został również aresztowany i osadzony w więzieniach i obozach koncentracyjnych III Rzeszy. Bataliony „Roland” i „Nachtigall” zostały rozwiązane w sierpniu 1941 roku. Dwaj bracia Stepana Bandery (Wasyl i Ołeksandr) po aresztowaniu w końcu 1941 przez Gestapo zginęli w lipcu 1942 w obozie koncentracyjnym w Auschwitz. Banderowcy poddani masowym represjom niemieckim przeszli jesienią 1941 do konspiracji, organizując na początku 1943 Ukraińską Powstańczą Armię. Melnykowcy zdecydowali się na kontynuację współpracy z Niemcami i współuczestniczyli w organizacji w 1943 r. 14 Dywizji Grenadierów SS.
Według wspomnień Jewhena Stachiwa, w końcu 1941 (a więc w czasie pobytu Bandery i Stećki w więzieniu w Spandau) przywiózł on z Berlina pełniącemu obowiązki prowidnyka Mykole Łebediowi skierowany do niego list od Stepana Bandery. W dokumencie aresztowani członkowie prowodu OUN(b) mieli ostrzegać przed prowadzeniem jakichkolwiek akcji przeciw Niemcom, uznając je za szkodliwe i stwierdzić, że należy jakoś naprawić stosunki ukraińsko-niemieckie. Grzegorz Motyka podaje, że list ten trafił w ręce Stachiwa na początku roku 1942. Zdaniem tego autora trudno jednoznacznie ustalić, czy list Bandery w jakiś sposób wpłynął na decyzje podjęte wiosną 1942 na II konferencji OUN-B, gdy banderowcy postanowili nadal traktować jako głównego wroga ZSRR, zaś z III Rzeszą prowadzić walkę propagandową, jedynie w ostateczności uciekając się do działań zbrojnych.
Według opracowanej w instytucie Jad Waszem encyklopedii internetowej podczas pobytu w obozie Bandera miał możliwość utrzymywania kontaktu ze współpracownikami; podobnie uważa Czesław Partacz. Z kolei Grzegorz Motyka w swojej pracy Ukraińska partyzantka 1942-1960 twierdził, że Bandera nie miał w tym okresie kontaktu z organizacją. Według Grzegorza Rossolińskiego-Liebe Bandera nie był całkowicie odcięty od polityki i działalności OUN-B, która kontaktowała się z Banderą poprzez jego żonę i innymi kanałami, jednak nie znaleziono żadnych dokumentów, świadczących o aprobacie, czy dezaprobacie przez Banderę, w okresie jego uwięzienia, czystek etnicznych, czy innych form przemocy etnicznej, czy politycznej.
Od marca 1943 r. UPA kierowana przez OUN-B, rozpoczęła ludobójstwo polskiej ludności cywilnej na Wołyniu i w Małopolsce Wschodniej. Celem było etniczne oczyszczenie przyszłego państwa ukraińskiego z ludności polskiej, co miało usunąć polskie roszczenia do Wołynia i Małopolski Wschodniej. W efekcie na Wołyniu zginęło 40–60 tys. Polaków, w Małopolsce Wschodniej od 20-25 do 40 tys., zaś na ziemiach współczesnej Polski od 6 do 8 tysięcy Polaków.

### Działalność polityczna na emigracji
W Sachsenhausen Stepan Bandera przebywał do 28 września 1944, gdy uwięzieni przywódcy OUN(B) zostali zwolnieni przez Niemców z obozów koncentracyjnych. Grzegorz Motyka uważa, że fakt ten można wiązać z zawarciem w tym czasie nieformalnego układu między UPA a Niemcami dotyczącym współpracy dywersyjno-wywiadowczej przeciw ZSRR. W grudniu 1944 roku Abwehra przerzuciła Banderę i Stećkę do Krakowa, gdzie wraz z Abwehrkommando 202 odprawili na sowieckie tyły grupę kurierów z Jurijem Łopatynskim na czele. Zrzucony na spadochronie Łopatynski dotarł do Szuchewycza i przekazał mu milion rubli od Niemców oraz instrukcje Bandery dotyczące walki z Sowietami. Za pośrednictwem Łopatynskiego Bandera wyraził gotowość powrotu na Ukrainę i wzięcia udziału w walkach. W związku z tym 5 i 6 lutego, odbyła się narada Centralnego Prowodu OUN. Uznano, że przybycie Bandery to za duże ryzyko dla jego osoby. Jako ikona ukraińskiego nacjonalizmu miał organizować wsparcie międzynarodowe dla podziemia ukraińskiego. Podczas narady Szuchewycz zrezygnował z funkcji szefa OUN, a Bandera został wybrany przewodniczącym Biura Prowodu.
Na początku 1945 roku Bandera współtworzył, wraz z Pawłem Szandrukiem, Wołodymyrem Kubijowyczem, Andrijem Melnykiem, Pawłem Skoropadskim i in., współpracujący z Niemcami i organizujący Ukraińską Armię Narodową Ukraiński Komitet Narodowy. Opowiedział się przy tym za walką po stronie Niemiec „do końca, jakikolwiek by on był”.
Po kapitulacji III Rzeszy Bandera mieszkał w Monachium, w amerykańskiej strefie okupacyjnej, ukrywając się pod nazwiskiem Stefan Popel (wcześniej używał nazwisk Sitkowski, Karpiak i Kaspar). W 1947 amerykański kontrwywiad wojskowy (CIC) określał go jako wyjątkowo niebezpiecznego, stale w drodze, często w przebraniu. Jego ochronę mieli stanowić, według przytaczanego przez Pera Rudlinga amerykańskiego raportu wywiadowczego sprzed 1947, byli esesmani. Według Rossolińskiego-Liebe znajdował się również pod ochroną Organizacji Gehlena. CIC podjął szeroko zakrojone próby poszukiwań Bandery, jednak zakończyły się one niepowodzeniem. Nie powiodły się także radzieckie próby odnalezienia i porwania Bandery w 1946 roku. Według raportu dyrektora Office of Policy Coordination Franka Wisnera, poszukiwania te były sabotowane przez Amerykanów uważających, że dopuszczenie do aresztowania i ekstradycji Bandery do ZSRR podważyłoby zaufanie ukraińskich nacjonalistów do USA.
Na emigracji działała również ekipa UHWR reprezentowana przez Łebedia i Iwana Hryniocha. Od powrotu do działalności Bandera nie zaakceptował tej „demokratyzacji” OUN-B, ciężko było mu również odnaleźć się w roli symbolicznego przywódcy, który de facto miał mały wpływ na poczynania OUN. To rodziło konflikty i w efekcie doszło w lutym 1946 r. w Monachium do powstania ZCz OUN, kierowanego przez Banderę. W sierpniu 1948 r. Bandera i jego zwolennicy na Nadzwyczajnej Konferencji wyrzucili z ZCz OUN członków UHWR, którzy nie chcieli zaakceptować dyktatorskich rządów Bandery. Według Pera Rudlinga konflikt pomiędzy Banderą a Łebediem był tak gwałtowny, że podczas jednej z rozmów Łebed w 1947 miał grozić Banderze pistoletem; w rewanżu Bandera miał nakazać swoim stronnikom zabicie Łebedia, do czego jednak nie doszło.
Centralny Prowid OUN obradujący w konspiracji na Ukrainie wezwał obie strony do zaprzestania waśni i zjednoczenia. To stanowisko spowodowało odejście Bandery w 1950 r. z funkcji przewodniczącego i załagodzenie sporu. Bandera mimo to nadal miał spory wpływ na działania ZCz OUN, kierując nim „zza kulis”. Przy próbie powrotu Bandery do władzy w ZCz OUN, w styczniu 1954 z Zagranicznych Formacji OUN wystąpiła grupa Rebeta (Łew Rebet, Mykoła Łebed, Myrosław Prokop i in.), początkowo używała nazwy identycznej z ZCz OUN. Ostatecznie 25 grudnia 1956 Łew Rebet powołał do życia Organizację Ukraińskich Nacjonalistów za Granicą (OUN-z) odwołującą się do platformy demokratycznej UHWR. Jednocześnie ZCz OUN oficjalnie powróciły do ideologii Doncowa.
W przeciwieństwie do wywiadu amerykańskiego, który uznał Banderę za osobę niewiarygodną, Bandera znalazł uznanie brytyjskiego Secret Intelligence Service (MI6). Od 1949 roku MI6 zaczęło udzielać ZCz OUN wydatnej pomocy finansowej i logistycznej. Szkolono agentów i wysyłano ich drogą zrzutów lotniczych do USRR. Wywołało to sprzeciw CIA i Departamentu Stanu, tym bardziej że agenci Bandery zwalczali siatkę szpiegowską konkurencyjnej grupy Hrynioch-Łebed wspieranej przez Amerykanów. Mimo to MI6 sponsorowało Banderę do 1954 roku.
W wyniku sowieckich prowokacji Brytyjczycy zerwali współpracę z ZCz OUN. Grupa Bandery kontynuowała działalność na własną rękę, finansując swoją siatkę szpiegowską fałszywymi dolarami. Publikowano własną gazetę i używano terroru wobec przeciwników politycznych. Zachodnioniemiecka policja szacowała, że do 1960 roku ugrupowanie Bandery dokonało po wojnie w RFN około 100 zabójstw. ZCz OUN przejściowo znalazły pomoc włoskiego wywiadu wojskowego (SIFAR) na początku 1956 roku. W marcu tego roku Bandera zaoferował swoje usługi wywiadowi zachodnioniemieckiemu (BND) w zamian za pieniądze i broń. Pomimo ostrzeżeń CIA Niemcy nawiązali z nim współpracę. Zapewniło mu to ochronę przed zamiarami bawarskiego rządu i lokalnej policji, które szykowały przeciw jego organizacji akcję z powodu różnorakich przestępstw – od fałszerstw do porywania ludzi.
Prowadzona przez Sowietów gra wywiadowcza podtrzymywała złudzenia Bandery i BND o istnieniu na Ukrainie silnego podziemia. Na Ukrainę i do Polski nadal byli wysyłani kurierzy i kilkuosobowe bojówki. Ta działalność wywołała irytację władz sowieckich. W 1957 r. Nikita Chruszczow nakazał zabójstwo liderów emigracyjnego OUN – Łwa Rebeta z OUN-Z i Stepana Bandery.

### Śmierć

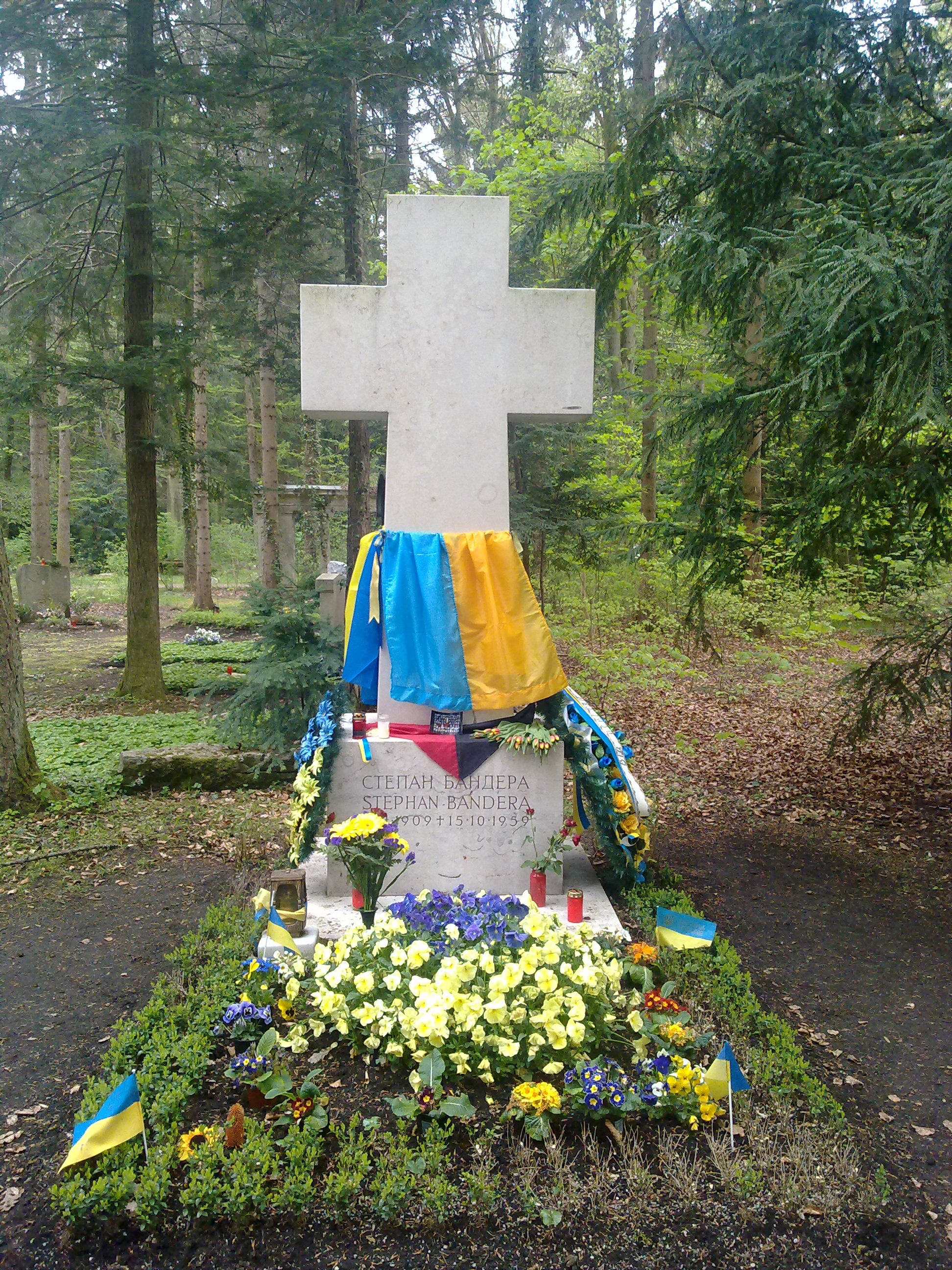
Nagrobek Stepana Bandery w Monachium (2014)

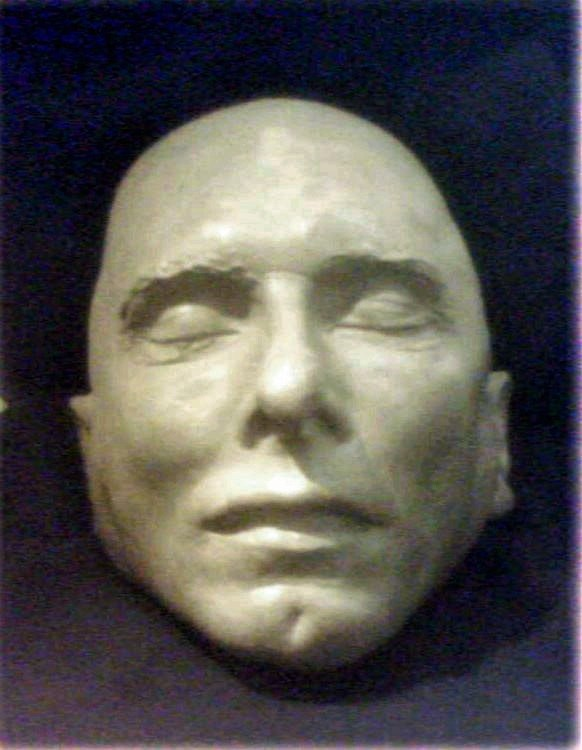
Maska pośmiertna Stepana Bandery

Stepan Bandera zginął 15 października 1959 roku w zamachu przeprowadzonym w Monachium przez agenta KGB Bohdana Staszynskiego. 15 października Bandera w towarzystwie swojej sekretarki pojechał na rynek po zakupy, później udał się do domu bez niej. Odprawił też ochroniarzy. Otworzywszy kluczem drzwi klatki schodowej wszedł do domu przy Kreitmayrstrasse 7, gdzie mieszkał wraz z rodziną. Tam czekał na niego Bohdan Staszynski, który śledził Banderę już od stycznia. Narzędzie zabójstwa – specjalny pistolet rozpylający cyjanek ukrył w zwiniętej w rulon gazecie. Dwa lata wcześniej za pomocą podobnego narzędzia zabił Łwa Rebeta.
Wbrew intencjom zamachowców sekcja zwłok potwierdziła obecność cyjanku w ciele ofiary. W związku z tym władze sowieckie rozpoczęły akcję dezinformacyjną, oskarżając o zabójstwo ministra rządu RFN Theodora Oberländera. Twierdzono, że motywem czynu była chęć pozbycia się świadka zbrodni, których Oberländer miał się dopuścić podczas wojny. Śledztwo niemieckiej policji w sprawie zabójstwa Bandery zostało umorzone w 1960 roku z powodu niewykrycia sprawców.
Staszynski po ucieczce na Zachód w roku 1961 podczas publicznego procesu przyznał się do skrytobójczego zabójstwa na rozkaz Kremla również innego lidera ukraińskiej emigracji – Łwa Rebeta. Za zabicie Bandery Staszynski otrzymał od Chruszczowa Order Czerwonego Sztandaru (podobnie jak Ramón Mercader Order Lenina za zabójstwo Lwa Trockiego).
Stepan Bandera został pochowany na Cmentarzu Leśnym w Monachium. Jego grób był wielokrotnie dewastowany.

## Banderowcy
Od nazwiska Stepana Bandery pochodzi potoczna nazwa banderowcy, którą Ukraińcy określali stronników jego partii – OUN-B. Polacy natomiast we wspomnieniach używając określenia banderowcy mają na myśli stronników Stepana Bandery – upowców, własnych sąsiadów oraz wszystkich Ukraińców, nawet tych którzy nie utożsamiali się z Banderą, a brali udział w masowych mordach na polskiej ludności cywilnej. To określenie używane jest również przez część historyków.

## Upamiętnienie, współczesne oceny

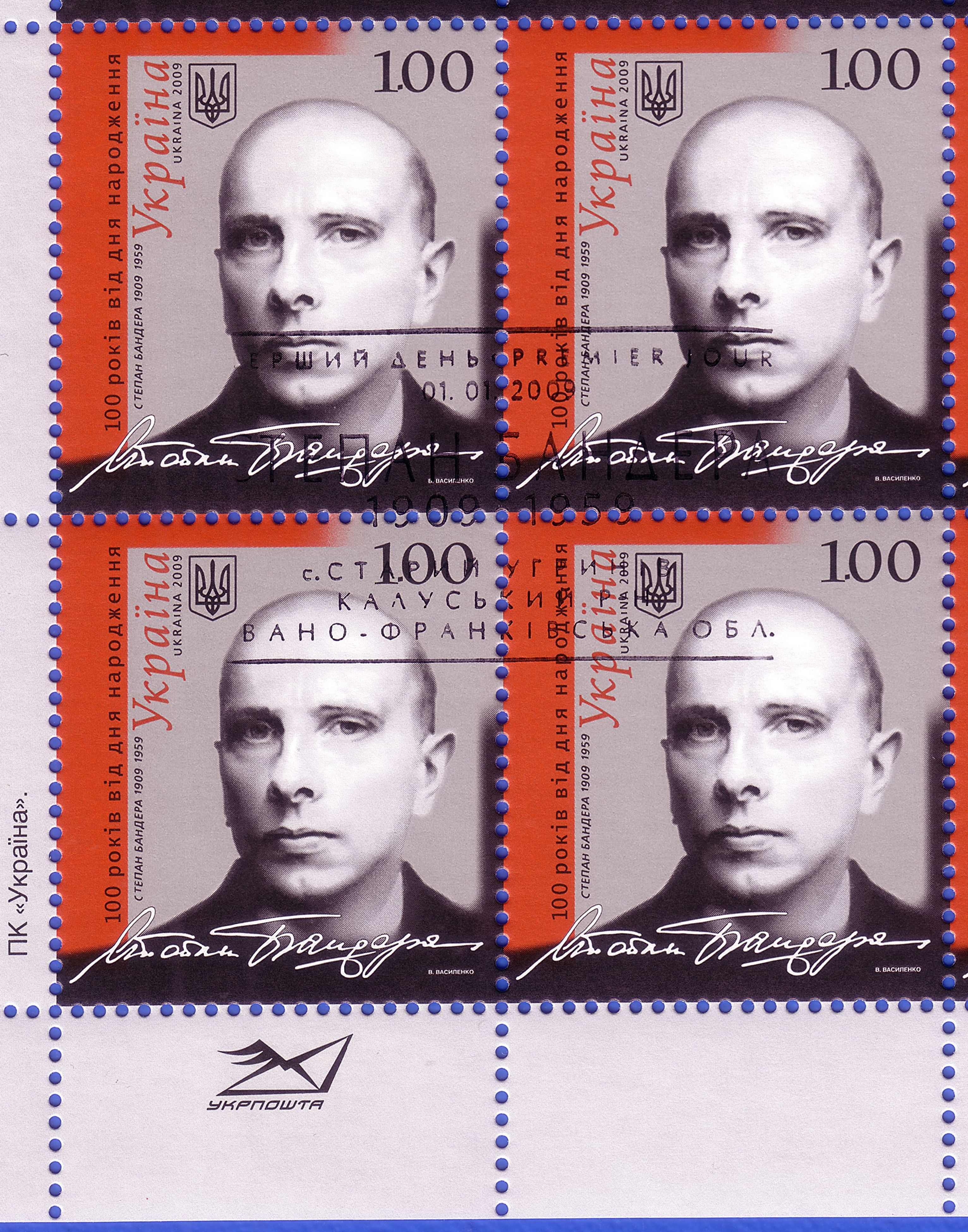
Znaczek poczty Ukrainy wydany w 2009 w setną rocznicę urodzin Stepana Bandery

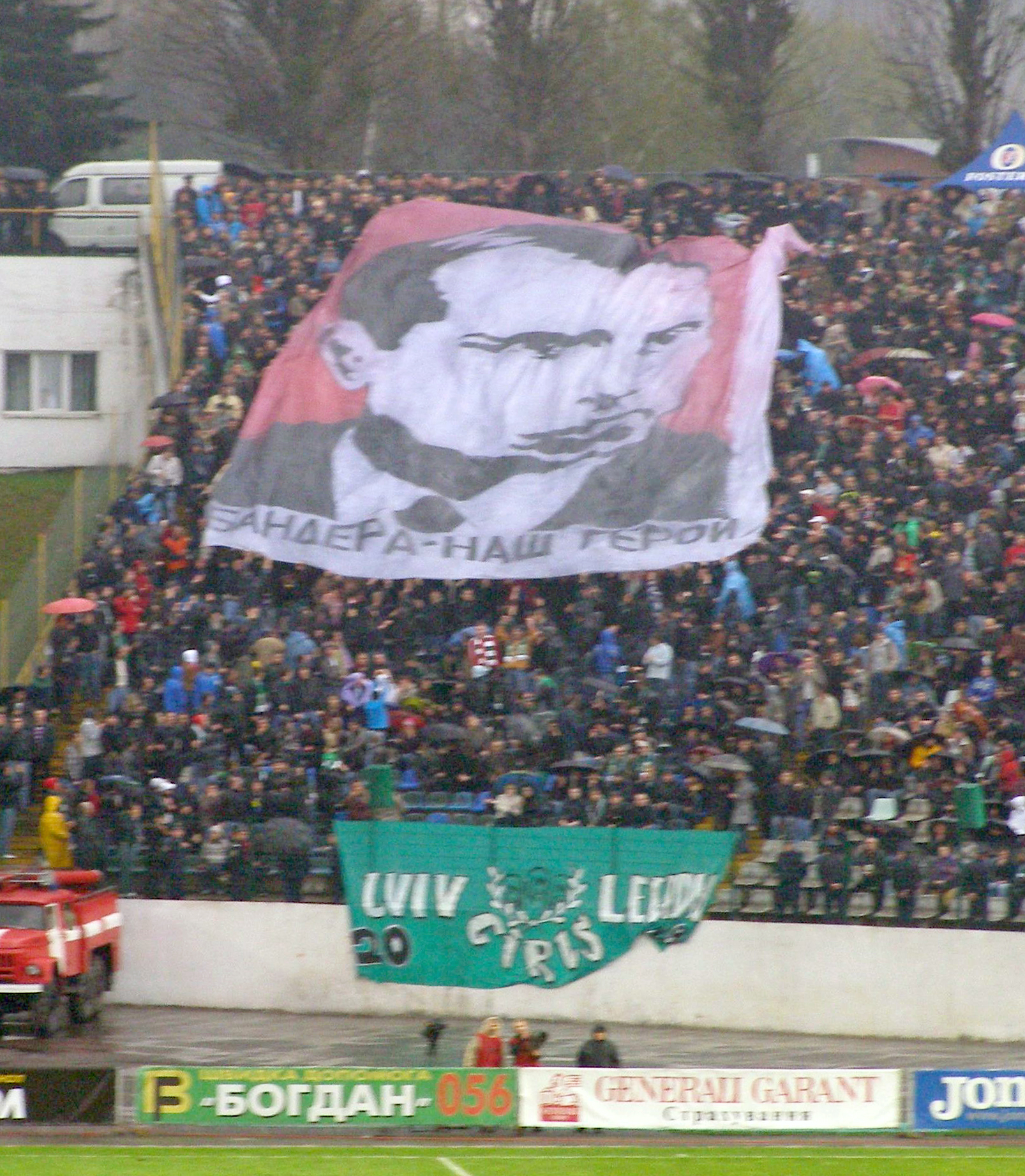
Sektorówka kibiców Karpat Lwów, przedstawiająca wizerunek Stepana Bandery z napisem „Bandera – nasz bohater”, podczas meczu z Szachtarem Donieck (15 kwietnia 2010)

Zdaniem Grzegorza Motyki, choć sam Bandera bezpośrednio nie odpowiada za rzezie wołyńskie, bo wówczas był uwięziony w niemieckim obozie koncentracyjnym, to niewątpliwie ponosi odpowiedzialność moralną, ponieważ zbrodnie te popełniła stworzona przez niego frakcja OUN, której członkowie od jego nazwiska nazywani byli „banderowcami”. Poza tym Bandera już po zwolnieniu go z obozu we wrześniu 1944 r. nigdy w żaden sposób nie odciął się od zbrodniczej działalności swoich zwolenników. Natomiast Ukraińcy patrzą na niego, jak na człowieka, który za wolną Ukrainę przesiedział szereg lat najpierw w polskich więzieniach, a potem w nazistowskim obozie w Sachsenhausen. Dzięki temu po wojnie w strefie amerykańskiej mógł przedstawiać się jako ofiara nazizmu.
Niektórzy historycy utożsamiają Banderę ze zbrodniarzem wojennym i terrorystą. Jego poglądy o charakterze skrajnie nacjonalistycznym przez część badaczy były określane jako pokrewne faszyzmowi lub wprost jako faszystowskie.
Obraz, w jakim przedstawiała Banderę radziecka propaganda w okresie stalinizmu, zaprezentowano w ujawnionych dokumentach CIA z początku lat 50. XX w. z przetłumaczonego na język angielski artykułu z jednego z wydawanych w Ukraińskiej SRR rosyjskojęzycznych czasopism. Stepan Bandera nazywany jest tam faszystą, hitlerowcem i niemieckim szpiegiem; podkreślana jest także jego odpowiedzialność za zbrodnie dokonane przez UPA z polecenia kierownictwa partyjnego OUN-B. Jeszcze gorzej scharakteryzowane jest proklamowane przez Banderę 30 czerwca 1941 r. we Lwowie „Państwo Ukraińskie”, które zostało tam określone jako mongrel state – „skundlone państwo”. Podkreśla się, że okres istnienia tego tworu charakteryzował się szczytem okrucieństwa, terroru i bezprawia. Autor artykułu posunął się nawet do stwierdzenia, że element prawa i legalności, obecny w najgorszych nawet totalitaryzmach, był kompletnie nieobecny w „państwie” Bandery.
W 2009 na Ukrainie odbył się, wywołując duże kontrowersje w Polsce, rajd rowerowy im. Stepana Bandery. Również w tym samym roku 13 lipca w Muzeum Etnografii i Rzemiosł we Lwowie zaprezentowano pierwszy tom trzytomowej edycji „Antologia ukraińskiego nacjonalizmu”, wydanego z okazji 80-lecia OUN i 100-lecia urodzin Stepana Bandery. Zawiera on prace teoretyków ukraińskiego nacjonalizmu, w tym, jak podaje portal www.zaxid.net, Stepana Bandery.
20 stycznia 2010 prezydent Ukrainy Wiktor Juszczenko podpisał dekret № 46/2010 którym „za niezłomność ducha w obronie idei narodowej, za bohaterstwo i poświęcenie w walce o niezależne Państwo Ukraińskie” Stepanowi Banderze nadano pośmiertnie tytuł Bohatera Ukrainy. Prezydent Juszczenko ogłosił dekret 22 stycznia podczas uroczystości Dnia Jedności.
Decyzja prezydenta, stanowiąca w opinii Tadeusza Olszańskiego ukoronowanie polityki historycznej Wiktora Juszczenki w trakcie prezydentury, wywołała na Ukrainie kontrowersje. Przedstawiciel Partii Regionów deputowany Wadym Kołesniczenko twierdził, że prowadzi ona do rozłamu kraju. Opinie członków Bloku Julii Tymoszenko w sprawie nadania tytułu były podzielone. Zdecydowanie negatywnie do nadania Banderze tytułu bohatera Ukrainy odniósł się wschód Ukrainy. Organizacja społeczna „Dozór” z Odessy, w liście do polskiego ambasadora, przeprosiła Polskę za decyzję prezydenta. Na wschodzie Ukrainy istniały wątpliwości co do legalności dekretu o nadaniu tytułu Bohatera Ukrainy, wynikające z tego że statut nagrody przewiduje nadawanie jej tylko obywatelom Ukrainy, a Stepan Bandera był obywatelem polskim. Federacja Wspólnot Żydowskich Rosji wydała deklarację potępiającą: „oczywiste jest, że w taki sposób prezydent Juszczenko do „bohaterstwa i poświęcenia” zalicza morderstwa Żydów i Polaków masowo dokonywane przez Banderę i jego popleczników”. Międzynarodowa agencja żydowska Centrum Szymona Wiesenthala nadesłała list Ambasadorowi Ukrainy w USA w którym wyraża „najgłębsze oburzenie” w związku z honorowym nadaniem tytułu Bohatera Ukrainy „Stepanowi Banderze, który kolaborował z nazistami we wczesnym stadium drugiej wojny światowej i którego zwolennicy byli związani z morderstwami tysięcy Żydów”.
4 lutego 2010 r. swój sprzeciw wobec gloryfikacji Stepana Bandery i członków OUN-UPA wyraził prezydent RP Lech Kaczyński. Dzień później przed ambasadą ukraińską w Warszawie i konsulatami Ukrainy w Polsce odbyła się akcja protestacyjna środowisk kresowych domagająca się potępienia przez władze Ukrainy ideologii nacjonalistycznej.
25 lutego 2010 r. Parlament Europejski uchwalił rezolucję w sprawie Ukrainy, w której szczegółowo odniósł się do sytuacji w tym państwie i potwierdził jego europejskie aspiracje. W punkcie 20. rezolucji skrytykował nadanie Stepanowi Banderze tytułu bohatera Ukrainy:

Parlament Europejski (...) wyraża głębokie ubolewanie z powodu decyzji ustępującego prezydenta Ukrainy, Wiktora Juszczenki, który nadał pośmiertnie Stepanowi Banderze, przywódcy współpracującej z nazistowskimi Niemcami Organizacji Ukraińskich Nacjonalistów (OUN), tytuł Bohatera Ukrainy; w związku z tym wyraża nadzieję, że nowe władze ukraińskie ponownie rozważą takie decyzje i potwierdzą swoje przywiązanie do europejskich wartości;

Rezolucja Parlamentu spotkała się z dezaprobatą ze strony rad obwodowych Zachodniej Ukrainy.

5 marca 2010 r. 100 deputowanych spośród 450-osobowej Rady Najwyższej Ukrainy, głównie z frakcji Nasza Ukraina-Ludowa Samoobrona i BJuT, zwróciło się do Jerzego Buzka jako przewodniczącego Parlamentu Europejskiego z oficjalną prośbą o ponowne rozpatrzenie rezolucji w tym zakresie przez Parlament Europejski. 

Rezolucja Parlamentu Europejskiego ws. Stepana Bandery odbiera Ukraińcom prawo do samostanowienia i zmniejsza popularność idei integracji europejskiej wśród jej zwolenników na Ukrainie. (...) Bandera nie współpracował z nazistami; jego dwaj bracia zginęli w Auschwitz, a on sam lata II wojny światowej spędził w obozie koncentracyjnym w Sachsenhausen. (...) Dla kilku pokoleń Ukraińców Bandera jest symbolem patriotyzmu i niezależności państwowej Ukrainy. „Zbrodniarza” i „satelitę” Hitlera uczyniła z niego komunistyczna propaganda, której celem było skłócenie Ukraińców z Polakami i Rosjanami.

 – napisali ukraińscy parlamentarzyści w liście do przewodniczącego Europarlamentu. Pod listem podpisy złożyli m.in. deputowany Naszej Ukrainy – Ludowej Samoobrony, były minister spraw zagranicznych Borys Tarasiuk, Andrij Szkil z Bloku Julii Tymoszenko, lider Tatarów Krymskich Mustafa Dżemilew (NU-LS), oraz brat Wiktora Juszczenki, Petro Juszczenko.
11 marca 2010 jedna z najważniejszych organizacji żydowskich na świecie, Liga Przeciwko Zniesławieniu (ADL) wezwała prezydenta Ukrainy Wiktora Janukowycza do odebrania tytułu „bohatera Ukrainy” Stepanowi Banderze, „który walczył wraz z nazistami przeciw Sowietom podczas II wojny światowej i był bezpośrednio zaangażowany w zbrodnie przeciw Żydom i Polakom”.

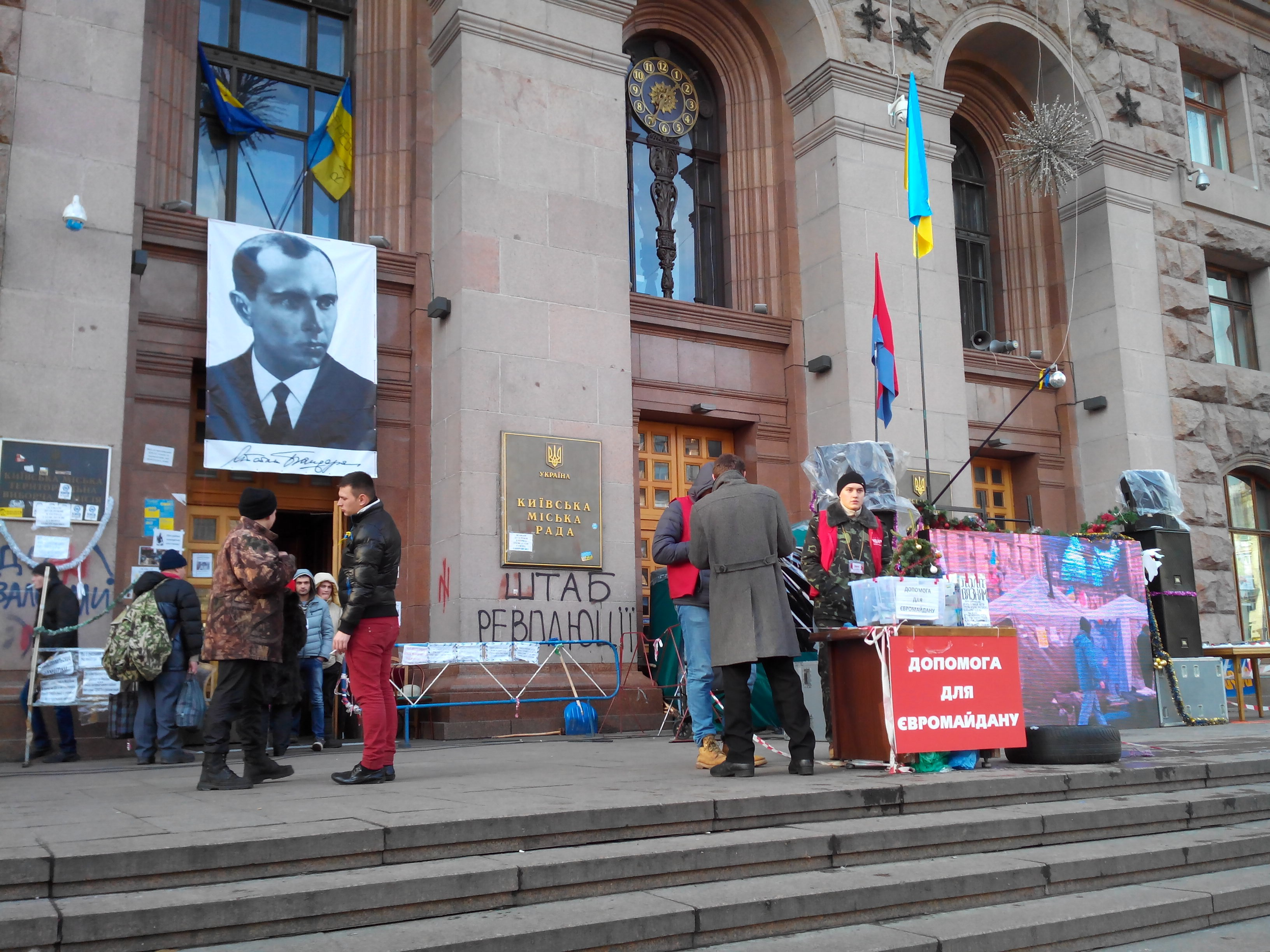
Budynek Kijowskiej Rady Miejskiej – siedziba sztabu Euromajdanu w Kijowie – z fotografią Bandery nad wejściem, 14 stycznia 2014

25 marca 2010 została opublikowana treść listu, jaki Wiktor Juszczenko skierował do Jerzego Buzka, jako przewodniczącego Parlamentu Europejskiego, przedstawiając swoje stanowisko i motywy przyznania Stepanowi Banderze tytułu bohatera Ukrainy.
W sondażu przeprowadzonym w marcu 2010 r. przez Grupę Socjologiczną „Rating” 53% Ukraińców opowiadało się za anulowaniem dekretu o nadaniu tytułu bohatera Ukrainy Stepanowi Banderze. 28% jest za zachowaniem tytułu dla Bandery, a 19% nie miało zdania. Największymi zwolennikami anulowania dekretu o nadaniu Banderze tytułu bohatera Ukrainy, zgodnie z sondażem, byli komuniści.
2 kwietnia 2010 roku okręgowy sąd administracyjny w Doniecku uchylił dekret o nadaniu tytułu bohatera Ukrainy Stepanowi Banderze. W uzasadnieniu sąd podał, że tytuł został nadany bezprawnie, gdyż zgodnie z ustawą o tytule bohatera Ukrainy, może on być nadany tylko obywatelowi Ukrainy. W odpowiedzi na ten wyrok władze zachodnich obwodów Ukrainy wyraziły stanowczy sprzeciw, a działacze nacjonalistyczni z partii Swoboda zagrozili „marszem na Kijów i usunięciem siłą obecnych władz”. Jurij Mychalczyszyn, deputowany do Rady Miejskiej Lwowa z partii Swoboda oświadczył: Banderowska armia przepłynie przez Dniepr i wyrzuci z Kijowa donieckich bandytów.
W Kijowie w 2019 w 110. rocznicę urodzin Bandery odbyły się marsze ku jego czci. Towarzyszyły im pochodnie i nacjonalistyczne okrzyki. Huczne obchody rocznicy zostały usankcjonowane przez ukraińskie władze. Rada Najwyższa Ukrainy dnia 18 grudnia postanowiła, że w 2019 roku upamiętni tę rocznicę na szczeblu państwowym. Lwowska Rada Obwodowa ogłosiła rok 2019 rokiem Stepana Bandery i OUN.

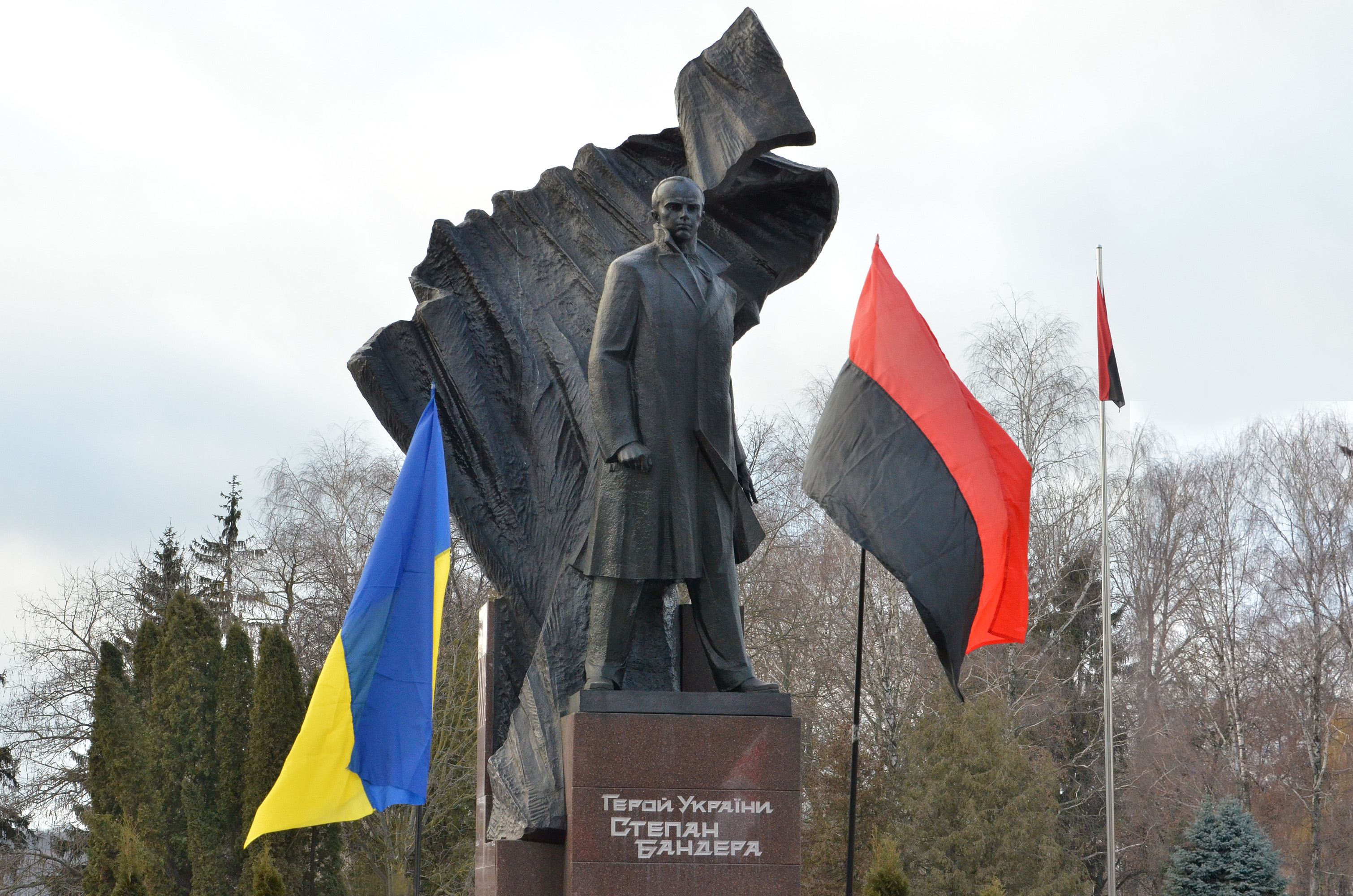
Pomnik Bandery w Tarnopolu

Stepanowi Banderze honorowe obywatelstwo nadały rady miejskie wielu miast na terenie dzisiejszej Ukrainy Zachodniej (ich liczba stale rośnie); są to m.in. Łuck, Lwów, Iwano-Frankiwsk, Tarnopol, Truskawiec, Kowel, Sokal, Czerwonogród, Chust, Brody, Żółkiew, Trembowla, Jaworów, Nowojaworiwsk, Borysław, Radziechów, Dublany, Rawa Ruska, Warasz, Kołomyja, Dolina, Stebnik, Skole, Morszyn, Wołświn, Zborów.

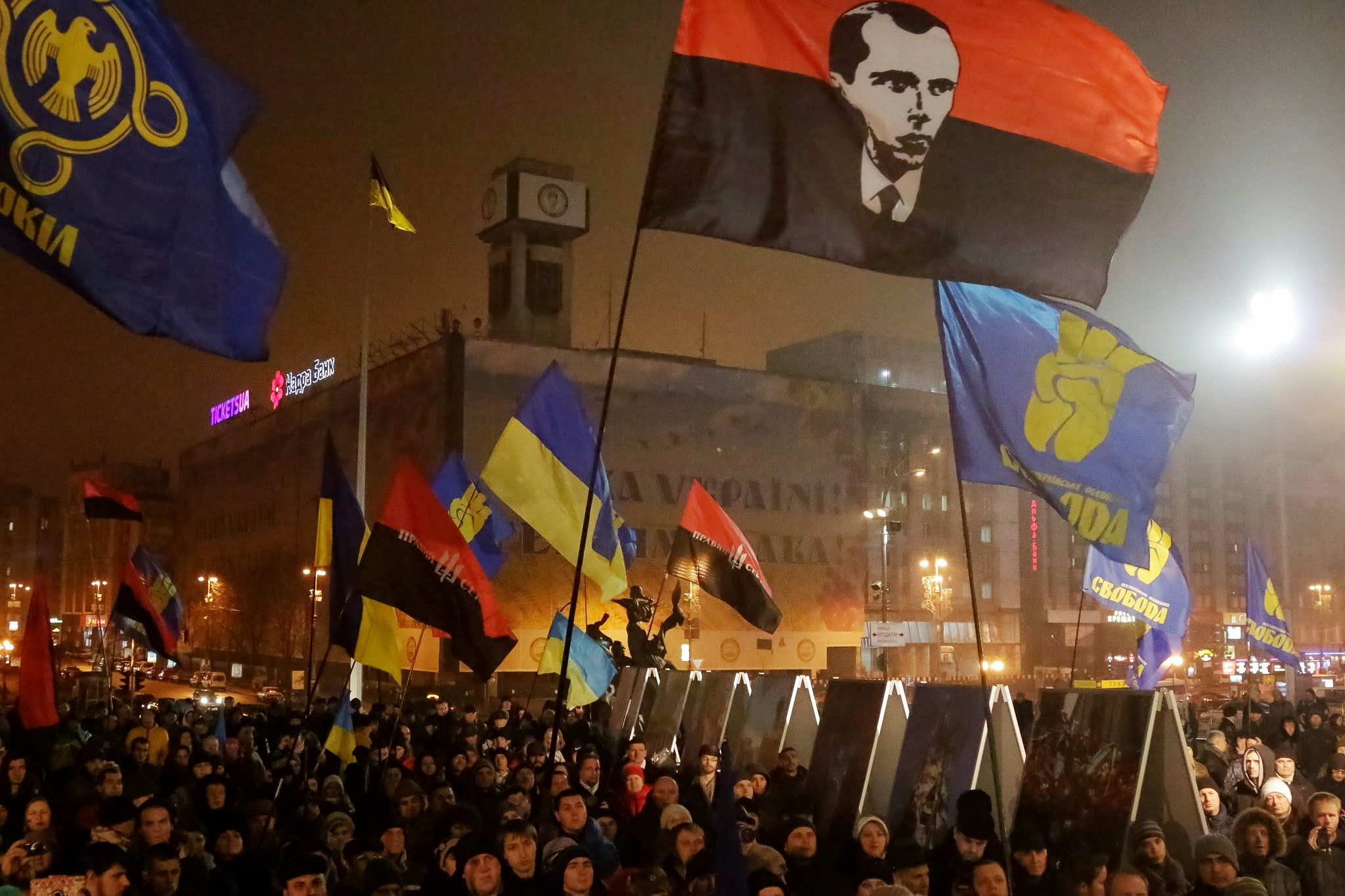
Manifestacja Prawego Sektora i „Swobody” Kijów, 1 stycznia 2015

Za zasługi dla Ukrainy Stepanowi Banderze zbudowano pomniki m.in. w takich miastach jak: Iwano-Frankiwsk (Stanisławów), Drohobycz, Stryj, Borysław, Kołomyja, Kamionka Bużańska, Dublany, Mościska, Uhrynów Stary, Lwów, Tarnopol, Buczacz, Strusów, Sambor (poświęcony przez 11 kapłanów z miejscowych cerkwi). Kolejne budowy pomników przedstawiających wizerunek Bandery planowane są w Łucku, Czerkasach, oraz w Równem, Kijowie i Czerniowcach. Według portalu dyvys.info w październiku 2016 roku na Ukrainie znajdowały się 44 pomniki Stepana Bandery. Najwięcej pomników było w obwodzie lwowskim – 20, następnie w tarnopolskim (11), iwanofrankiwskim (10) oraz w rówieńskim (3).
Stepan Bandera posiada także kilka muzeów poświęconych swojej postaci, mieszczą się one m.in. w Stryju, Uhrynowie Starym, Dublanach, a także w Londynie.
Ponadto Lwowska Rada Obwodowa w 2012 r. ufundowała corocznie wręczaną Nagrodę im. Stepana Bandery.
Po inwazji Rosji na Ukrainę z 2022 w ramach przemianowań ustanowiono na Ukrainie szereg nowych ulic imienia Stepana Bandery (pod koniec tego roku było w kraju łącznie ponad 500 ulic i alei pod jego patronatem).

## Odznaczenia
- Bohater Ukrainy (2010) – odebrane[146]